# Gina Picinić
Gina Picinić (Susak, 1986.), hrvatska je pjevačica.
Gina Picinić, rodom je s otoka Suska, s kojega je u dobi od devet godina zajedno s majkom Blaženkom i sestrom Marijom otišla u Sjedinjene Američke Države.

## Glazbena karijera
Gina Picinić prvo festivalsko iskustvo imala je na Hrvatskom dječjem festivalu u New Yorku 2000. godine gdje je osvojila nagradu stručnog ocjenjivačkog suda. Od 2002. godine nastupa na festivalu Melodije Istre i Kvarnera, tri puta osvojivši prvu nagradu publike. Godine 2005. nastupila je na Festivalu zabavne glazbe Split s pjesmom "Da si mi noćaš blizu", a 2006. godine s pjesmom "Jedna je ljubav". Zastupljena je na kompilacijama s festivala Melodije Istre i Kvarnera i Festivala zabavne glazbe Split.

## Diskografija

### Albumi
- Gina (2005.)[4]

## Nagrađivane pjesme na festivalima
| Godina | Naziv festivala           | Nagrada            | Naziv pjesme              |
| ------ | ------------------------- | ------------------ | ------------------------- |
| 2003.  | Melodije Istre i Kvarnera | 1. nagrada publike | Da mi je s tobun prošećat |
| 2004.  | Melodije Istre i Kvarnera | 3. nagrada publike | Ko va raju                |
| 2006.  | Melodije Istre i Kvarnera | 3. nagrada publike | Niš na svitu lipše ni     |
| 2007.  | Melodije Istre i Kvarnera | 1. nagrada publike | Barka lipog imena         |
| 2010.  | Melodije Istre i Kvarnera | 2. nagrada publike | Moglo nan je lipo bit     |
| 2011.  | Melodije Istre i Kvarnera | 3. nagrada publike | Ča bin ja da te niman     |
| 2013.  | Melodije Istre i Kvarnera | 1. nagrada publike | Ma ši te ki ča za me pita |
| 2014.  | Melodije Istre i Kvarnera | 2. nagrada publike | Najlipši škoj             |